# Yamaha OX99-11
Yamaha OX99-11 – supersamochód z 1992 roku. Samochód firmy Yamaha ze współpracą firm IAD i Ypsilon Technology.
Początkowo przy projekcie proszono niemieckich konstruktorów o pomoc w realizacji i produkcji tego auta, jednak ich praca i oferowane możliwości techniczne nie były dość zaawansowane dla Japończyków. Toteż po pomoc zwrócono się do angielskich firm. Kłopoty z wysokimi kosztami produkcji tego pojazdu i z kryzysem na początku lat 90. w Japonii spowodowały, że samochód ten nigdy nie wszedł do seryjnej produkcji. Powstały tylko 3 prototypy tego pojazdu. Dwa w kolorze czerwonym i jeden w kolorze czarnym. Kolory użyte do lakierowania stosowane były także do motocykli Yamahy.
W 1994 miała odbyć się produkcja na rynek cywilny. Wiele części pochodziło z renomowanej angielskiej firmy AP Racing jak hamulce i sprzęgło. Gdyby projekt osiągnął sukces finansowy, myślano też o wersji wyścigowej (otwartej) tego modelu, który osiągałby niezdławioną moc ok. 700 KM, jak również miał masę własną zmniejszoną o ok. 200 kg i stosowany mógłby być wyłącznie na torze. Samochód wyprodukowany był w całości z tworzywa sztucznego (kevlar) a silnik zamontowany został bezpośrednio na tylnej ściance (produkcji kompozytów podjęła się firma DPS). Układ hamulcowy wyprodukowała firma AP Racing, aluminiowe tarcze o rozmiarze 330mm podobnych do tych z Ferrari F40. Dzięki rozkładowi mas wynoszącemu 50:50 i niskiej masie własnej na hamowanie ze 100km/h do 0 samochód potrzebował niespełna 32 metrów. Jako silnika użyto wyczynowej jednostki Yamahy z F1 o zdławionej mocy 400 KM, na potrzeby rynku cywilnego o mniej uciążliwej eksploatacji i o lepszej trwałości mechanizmów.
W 1992 roku OX99-11 był pierwszym samochodem z wyczynowym układem napędowym zaprezentowanym publicznie, a nie jak deklarowała w 1997 roku firma Ferrari, gdzie ich produkt miałby być takim samochodem. Później tego samego dokonano w 1995 roku w samochodach Renault Espace F1 i właśnie Ferrari F50. Z elektronicznych gadżetów zastosowano tylko układ ABS. Nie zastosowano kontroli trakcji, ani poduszek powietrznych z powodu obniżenia rangi auta wyścigowego do klasy GT.

## Dane Techniczne Yamaha OX99-11
| Marka i model:                 | Yamaha OX99-11 |
| ------------------------------ | --- |
| Silnik:                        | V12 70° (12-cylindrowy w układzie widlastym)                                                                                         |
| Średnica tłoka (mm) :          | 84.00 mm × 52.60 mm |
| Liczba zaworów.:               | 60v (5 zaworów na cylinder) |
| Pojemność skok.:               | 3498 cm³ |
| Układ zasilania:               | Wtrysk |
| Moc kW (KM):                   | 294 kW (400 KM) przy 10000 1/min |
| Max. moment obrotowy:          | 400 Nm przy 6500 1/min |
| Stopień sprężania:             | 11,0:1 |
| Przełożenia / skrzynia biegów: | FF Developments 6-biegowa manualna, mechanizm różnicowy o ograniczonym poślizgu i wielotarczowe sprzęgło AP Racing napęd na tylną oś |
| Układ hamulcowy:               | Aluminiowe, ABS Z przodu zaciski 6-tłoczkowe, z tyłu 4-tłoczkowe firmy AP Racing Średnica tarcz – (Przód: Ø 330 mm / Tył: Ø 300 mm)  |
| Karoseria / Nadwozie:          | Kevlar |
| Rozstaw osi:                   | 2650 mm |
| Opony:                         | Felgi – aluminiowe (przód: Goodyear GS-E – 245 × 40 R17 ZR / tył: Goodyear GS-E – 315 × 35 R17 ZR)                                   |
| Miary D x S x W (mm):          | 4400 × 2000 x 1220 mm |
| Zbiornik paliwa:               | 120 l |
| Masa własna:                   | 1150 kg / (wersja wyścigowa 950 kg)                                                                                                  |
| Prędkość maksymalna (km/h):    | 350 km/h |
| Przyśpieszenie 0 – 100 km/h:   | 3,2 s |
| Droga hamowania ze 100km       | 31,8 metra |
| Zużycie paliwa na 100km        | b/d |

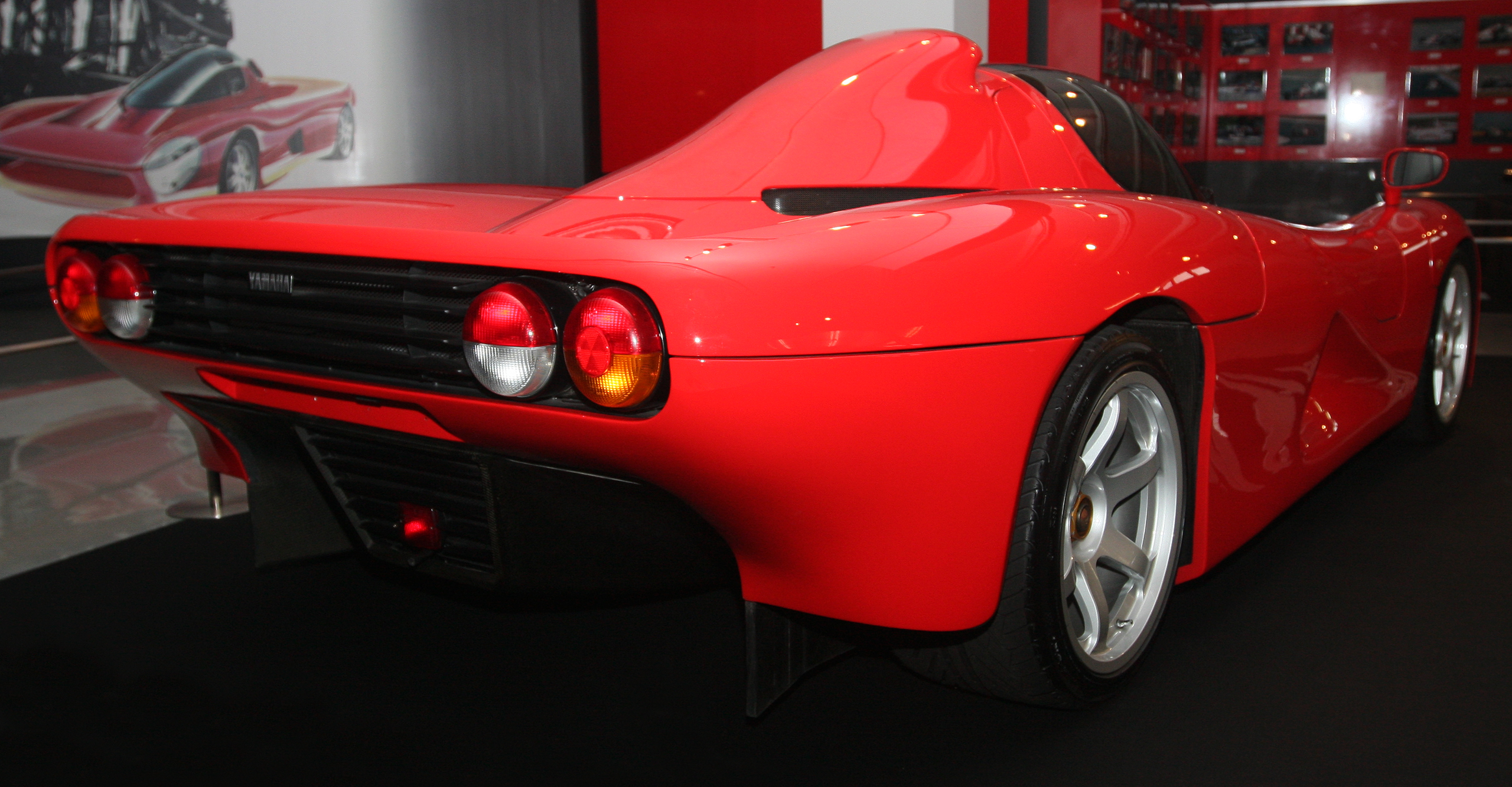
Yamaha OX99-11 – tył pojazdu

Ludzie odpowiedzialni za projekt OX99-11:
- Casey Yoshida – Menadżer Projektu Yamahy
- Michael Bowler – Menadżer technologii Ypsilon i dziennikarz
- Gary Blackham – Menadżer produkcji Ypsilon
- Robin Herd – Konsultant i były menadżer March F1
- Tino Belli – Konsultant z zespołu March F1
- Mike Foxon – Szef inżynierów IAD
- Pat Selwood – Nadwozie – szef zespołu produkcyjnego i montażowego
- Dave Sullivan – Podwozie, zawieszenie – szef montażu zespołu napędowego

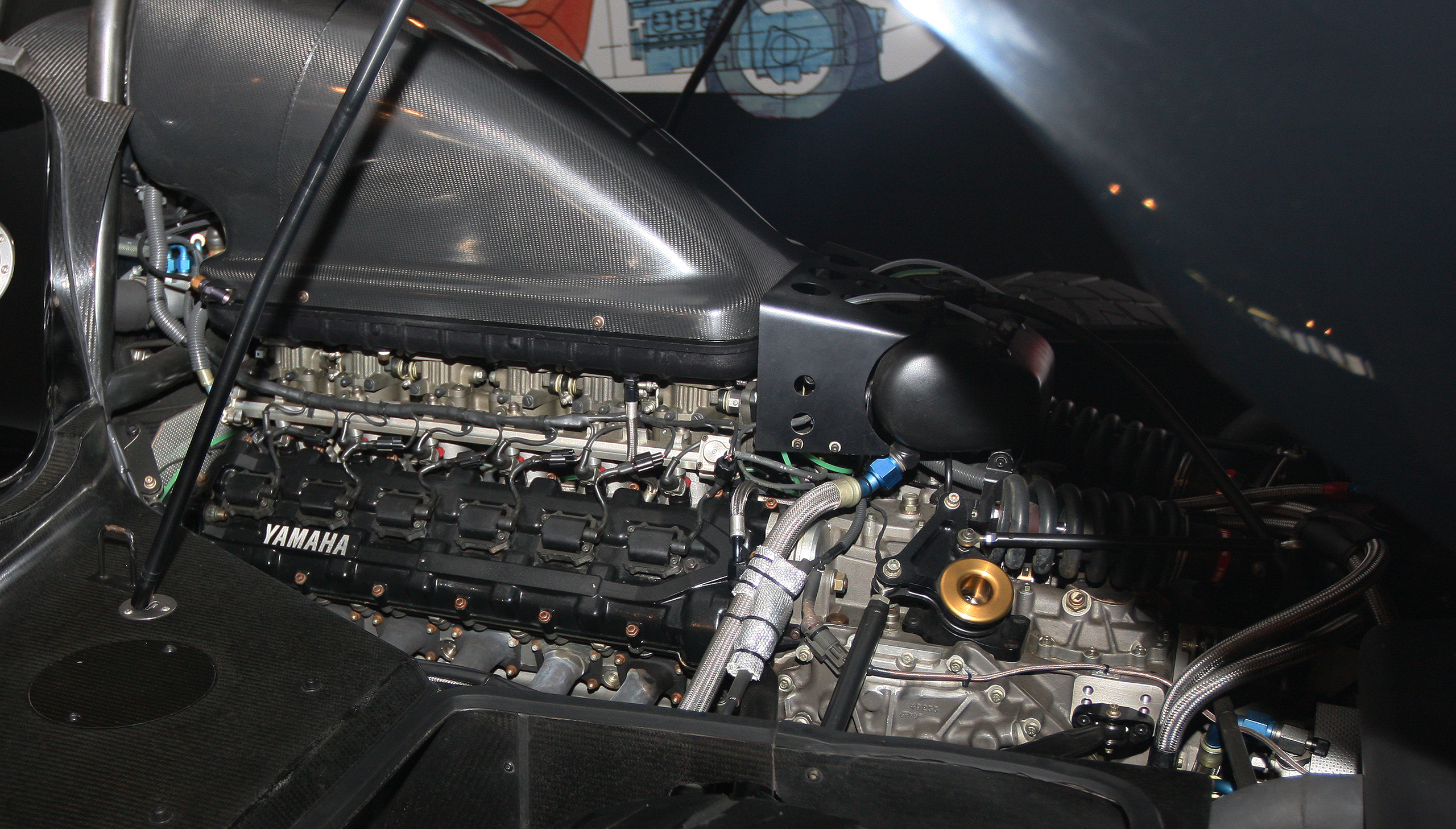
Yamaha OX99-11 – silnik

## Dane techniczne

### Silnik
- V12 3,5 l (3498 cm³), 5 zaworów na cylinder, DOHC
- Moc maksymalna: 400 KM (294 kW) przy 10 000 obr./min

### Osiągi
- Przyspieszenie 0-100 km/h: 3.2 sekundy

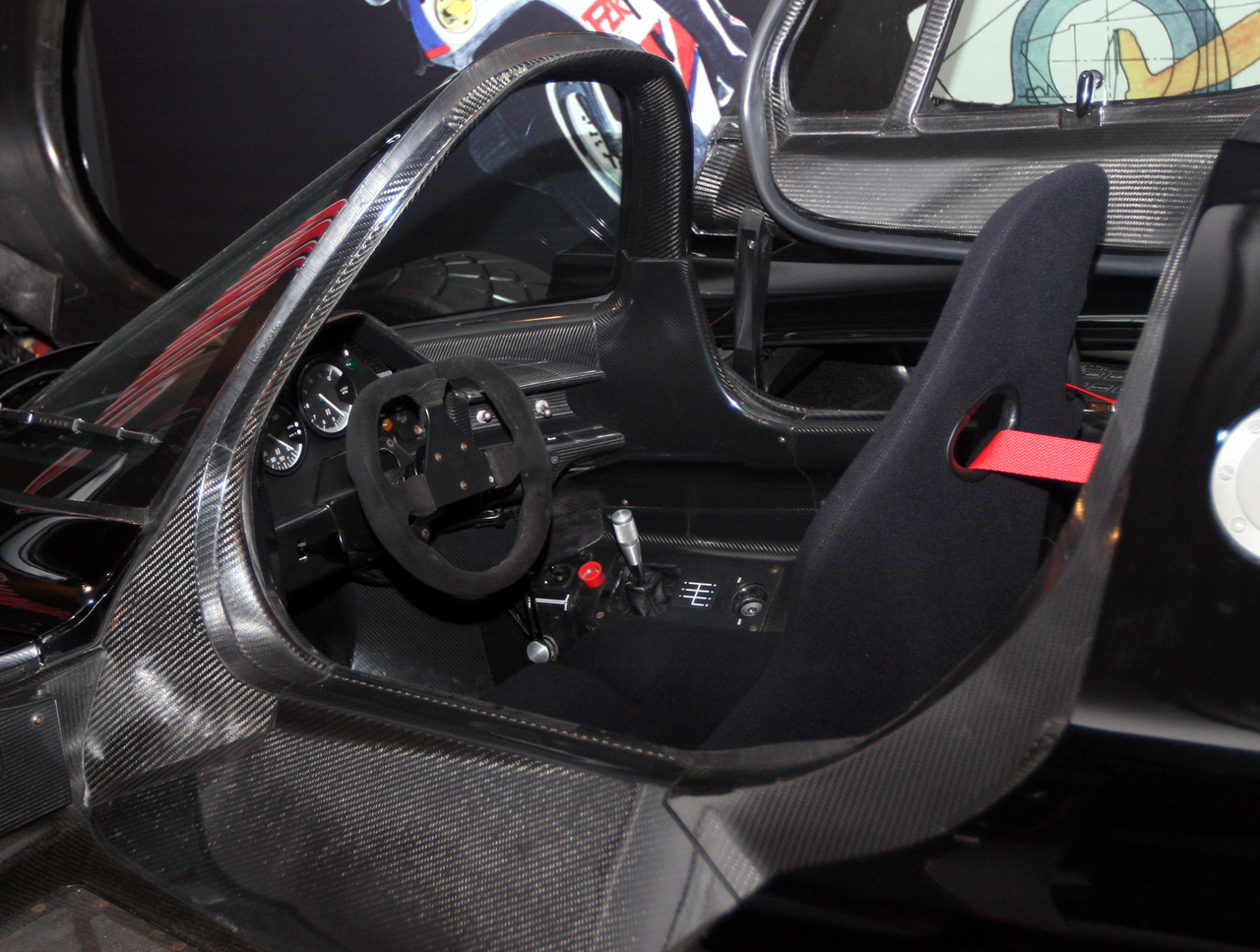
Yamaha OX99-11 – kokpit pojazdu

- Prędkość maksymalna: 350 km/h